# Иван Пейчев
Иван Петров Пейчев е български поет и драматург.

## Биография
Иван Пейчев е роден на 16 декември 1916 г. в Шумен. Учи в Шуменската гимназия. Заради активно участие в ученически стачен комитет и РМС е изключен от гимназията без право да продължи образованието си (1933).
От 1939 до 1948 г. публикува епизодично произведения и сътрудничи на в. „Отечествен фронт“, „Работническо дело“ и в. „Стършел“. От лятото до 9 септември 1942 г. пише първата си пиеса „Трите прилепа“. През периода 1949 – 1955 г. работи като кадровик в Димитровград и библиотекар в Калофер. През периода от лятото на 1955 до есента на 1964 г. завършва пиесата „Всяка есенна вечер“, която е превеждана, издавана и поставяна в чужбина. През 1958 г. дебютира като драматург с пиесата си „Ковачи на мълнии“. През пролетта на 1959 г. написва пиесата „Денят след най-кратката нощ“.
От 1966 г. работи като драматург в Сатиричния театър в София.
Удостоен със звание Заслужил деятел на културата (1967). Отличен с Димитровската награда за пиесата „Всяка есенна вечер“ (1974).
Умира след продължително боледуване на 9 юли 1976 г. в София.

## Посмъртно признание
На Иван Пейчев е наречена улица в квартал „Витоша“ в София (Карта).
През 2004 г. е учредена Националната награда за лирика „Иван Пейчев“. На 16 декември 2005 г. Шуменският университет „Епископ Константин Преславски“ организира Национална научна конференция „Иван Пейчев – аспекти на присъствие в българската литература“.
Отбелязване на 100-годишнината
През 2016 г. е създаден филмът „Поетът Иван Пейчев. Един невероятен гладиатор“, продукция на дирекция „Информация“ на Българската национална телевизия за рубриката „В кадър“ с продуцент Петя Тетевенска. Режисьор на филма е Александър Донев, сценарият е на Марияна Фъркова. Премиерата е в Дома на киното в София.

### Поезия
- „Русалка“, стихотворение (отпечатано във в. „Шуменска поща“, 1939)
- „Приказка за водната царкиня“ (отпечатана във в. „Шуменска поща“, 1942)
- „Стихотворения“ (1948)
- „В минути пред атака“ (стихосбирка) (1955)
- „Начало на деня“ (стихосбирка) (1955)
- „Далечно плаване“ (стихосбирка) (1962)
- „Лирика“ (стихосбирка) (1964)
- „Лаконично небе“ (стихосбирка) (1967)
- „Стихотворения“ (стихосбирка) (1967)
- „Есен на брега“ (стихосбирка) (1968)
- „Знамената са гневни“ (стихосбирка) (1973)

### Пиеси
- „Всяка есенна вечер“ (1960)

## За него
- Наимович, Максим. Едно поколение: Иван Пейчев, Веселин Ханчев, Александър Геров, Богомил Райнов, Александър Вутимски, Валери Петров, Божидар Божилов (Литературни портрети). Пловдив: Хр. Г. Данов, 1966, 200 с.
- Тенев, Любомир. Те в пространството на сцената. Очерци. София: Български писател, 1977, 232 с.
- Кунчев, Божидар. Иван Пейчев: Литературно-критически очерк. София: Български писател, 1986, 144 с.
- Петров, Здравко. Поети. Очерци. София: Български писател, 1988, 308 с.
- Ликова, Розалия. Поети на 40-те години. София: Унив. изд. „Св. Климент Охридски“, 1994, 334 с. ISBN 95407011201
- Иванов, Валери. Последният гладиатор на българския Монпарнас. София, 2008, 196 с. ISBN 978-954-443-745-9
- Баев, Антон. Иван Пейчев: Романтична формация. Романтически мотиви. Пловдив: Център за универсални медии, 2010, 396 с. ISBN 978-954-91717-9-2
- Шуликов, Пламен. Поетика и психография: Студии върху творчеството на Б. Пенев, П. Яворов, Д. Подвързачов, К. Кърджиев, И. Пейчев. Велико Търново: Фабер, 2010, 240 с. ISBN 978-954-400-257-2
- Шуликов, Пламен. Иван Пейчев. Стилистика на веридикцията. Велико Търново: Фабер, 2016, 184 с. ISBN 978-619-00-0531-5